# Jamie Ness
Jamie Ness (Troon, Escocia; 2 de marzo de 1991) es un futbolista escocés. Juega de centrocampista y su equipo actual es el Dundee F. C. de la Scottish Championship escocesa.

## Trayectoria

### Rangers FC
Ness es un producto de las divisiones inferiores del Rangers FC. Se unió al equipo mayor en 2010, realizando su debut el 26 de diciembre de 2010 en la victoria 4-1 sobre el Motherwell Football Club. Ness continuó jugando en forma regular y exhibiendo un buen desempeño, el cual lo llevó a ser nombrado el Jugador Joven del Mes de la Premier League Escocesa en enero de 2011. En los meses siguientes su participación se vio disminuida por lesión.
Luego de la liquidación del Rangers FC, Ness optó por no traspasar su contrato a la nueva organización y se convirtió en agente libre para la temporada 2012-13.

### Stoke City
Tras rechazar el traspaso de su contrato al Newco Rangers y convertirse en agente libre en junio de 2011, Ness firmó un contrato por cuatro años con el Stoke City de la Premier League inglesa.

### Plymouth Argyle
Ness se unió al Plymouth Argyle en junio de 2017.

## Selección nacional
Ness ha jugado varios partidos con las categorías inferiores de Escocia, pero aún no ha sido convocado a la selección absoluta.

## Clubes
| Club                           | País       | Año       |
| ------------------------------ | ---------- | --------- |
| Glasgow Rangers                | Escocia    | 2010-2012 |
| Stoke City F. C.               | Inglaterra | 2012-2015 |
| Leyton Orient F. C. (cedido)   | Inglaterra | 2014      |
| Crewe Alexandra F. C. (cedido) | Inglaterra | 2014-2015 |
| Scunthorpe United F. C.        | Inglaterra | 2015-2017 |
| Plymouth Argyle F. C.          | Inglaterra | 2017-2019 |
| Dundee F. C.                   | Escocia    | 2019-     |

## Palmarés

### Títulos nacionales
| Título               | Club            | País    | Año     |
| -------------------- | --------------- | ------- | ------- |
| Scottish Premiership | Glasgow Rangers | Escocia | 2010-11 |